# زرقاء یمامه
زرقاء یمامه از زنان عرب در دوران پیش از اسلام بود و در یمامه می‌زیست. مضربِ مثل در بینایی است (بیناتر از زرقاء الیمامه؟) تا حدّی مبالغه‌آمیز که گفته می‌شد او از فاصلهٔ مسیر سه روزه می‌دید. از برای رنگ آبی چشمانش زرقاء نامیده شد. 